# Léon Scieur
Léon Scieur, belgijski kolesar, * 19. marec 1888, Florennes, Namur, † 7. oktober 1969, Florennes.
Scieur je začel tekmovalno pot leta 1911, ko se je udeležil enodnevne dirke Liège-Bastogne-Liège in se uvrstil na deseto mesto. Leta 1913 je prešel med profesionalne kolesarje, še istega leta pa dosegel svojo prvo zmago v 7. etapi dirke po Belgiji. Leta 1919 se je prvič udeležil Toura, kjer je kar petkrat stal na stopničkah za zmagovalce, vendar brez etapne zmage, skupno pa je osvojil 4. mesto. Naslednje leto je dosegel svojo prvo veliko zmago na dirki Liège-Bastogne-Liège. Na Touru, ki ji je sledil, je dosegel zmago v 11. etapi, skupno pa je ponovil uspeh s predhodnjega Toura. Svoj največji uspeh je doživel na Touru 1921, ko si je z dvema etapnima zmagama na koncu zagotovil tudi skupno prvo mesto, pri čemer je rumeno majico nosil vse od tretje etape dalje. Svojo kolesarsko kariero je Scieur končal leta 1925.

## Dosežki
- 1913

zmaga v 7. etapi dirke po Belgiji
- 1919

Tour de France:
3. mesto v 5., 8., 12. in 13. etapi
2. mesto v 14. etapi
skupno 4. mesto
- 1920

zmaga na enodnevni dirki Liège-Bastogne-Liège
Tour de France:
zmaga v 11. etapi, skupno 4. mesto
- 1921

3. mesto na enodnevni dirki Pariz-Roubaix
Tour de France  skupno 1. mesto:
zmaga v 3. in 10. etapi
- 1923

5. mesto na enodnevni dirki Liège-Bastogne-Liège